# Fundación Luz A Salento
La fundación Luz A Salento nació aproximadamente el año 2002 en Salento (Quindío) a raíz de la necesidad que los niños, jóvenes y la comunidad en general de esta población tenían de encontrar espacios de aprendizaje y esparcimiento. La idea original de impulsar la región y empezar a proveer oportunidades para esta población que carecían de dinero y educación vino de Luz Amelia Henao de Olier. A raíz de su temprana muerte su esposo, hijos, familiares y amigos deciden trabajar por ese sueño y crear una fundación sin ánimo de lucro que buscara el desarrollo social, cultural y económico de la población.

## Objetivos
- Social y colectivo: Crear un medio ambiente favorable para el desarrollo humano.
- Individual: Desarrollar actitudes personales adoptando estilos de vida saludables y productivos

## Programa Musical

### Orquesta sinfónica infantil y juvenil
La fundación creó la orquesta sinfónica con el objetivo de dar una educación musical a los niños y jóvenes de la población, quienes en ese momento no tenían oportunidades para aprovechar su tiempo libre. El grupo original era conformado por 7 niños que eran llevados semanalmente a la ciudad contigua, Armenia - Quindio, para participar del grupo musical Batuta, que 8 meses después fuera cerrado. A raíz de esta situación la fundación se vio en la necesidad de crear su propia escuela musical, inició este proceso contratando 2 profesores que dieron sus primeras enseñanzas musicales en esa época. En el año 2008, los niños tienen un proceso de educación musical completo, empezando en la pre-orquesta y terminando con la sinfónica, actualmente se tiene un grupo de 70 entre niños y jóvenes. El éxito social obtenido con el programa musical empezará a extenderse ahora a la población adulta.

### Instrumentos
Violín - Violonchelo - Flauta Traversa - Clarinete - Percusión - Piano
Maestro - Deiner Sergio Hurtado (2008)

## Proyectos
- Centro integral para la cultura y las bellas artes: La fundación no tiene una sede donde pueda desarrollar las diferentes actividades relacionadas con la enseñanza musical; actualmente renta una casa que sólo cuenta con un salón donde los niños y jóvenes reciben sus clases y tienen sus prácticas musicales.

- Escuela de artes: El proyecto a largo plazo es tener los programas de artes plásticas, danzas y teatro en complemento al programa musical.

- Sonrisa sana y feliz: Anualmente la fundación realiza una jornada de salud dental para los niños del programa, pero la intención es crear un programa permanente que no sólo preste el servicio a los miembros de la fundación sino también a sus familias y al resto de la comunidad.

- Desarrollo agroindustrial: Este proyecto busca diseñar e implementar programas de generación de empleo, a través de la creación de empresas asociativas comunitarias para la producción, manejo y mercadeo de frutas y hortalizas.

- Programa empresarial: Este proyecto consiste en darle las herramientas educativas a las madres de los niños miembros de la fundación para crear empresa. En el 2007 se llevó a cabo la primera etapa de dicho proyecto, tan pronto como se obtengan más recursos, se continuará con las siguientes etapas.